# Флаг родины
«Флаг родины» (фр. Face au drapeau — с фр. — «равнение на флаг») — научно-фантастический роман французского писателя-фантаста Жюля Верна, написанный в 1896 году. Роман также печатался под названием «Лицом к флагу». Иллюстрации Леона Бенета.

## Сюжет
Повествование ведется частично от третьего лица, частично от имени французского инженера Симона Харта.
Французский изобретатель Тома́ Рок, гениальный физик и химик, создает разрушительное реактивное оружие. По его утверждению, данное оружие, поступившее в армию какой-либо страны, сделает её величайшей военной державой. Эксцентричный и патологически недоверчивый Тома Рок пытается продать изобретённое оружие разным государствам, начиная с родной Франции, и требует за него астрономические суммы, но правительства всех стран, считая требования чрезмерными, отказывают ему. В последний раз он обращается к Соединенным Штатам Америки, но правительство США, небезосновательно сочтя изобретателя психически ненормальным, помещает его в психиатрическую больницу Хелтфул-Хаус, надеясь сторговаться с ним, когда тот выздоровеет. Одновременно в клинику под чужим именем устраивается на работу французский инженер Симон Харт: будучи патриотом Франции, он хочет сохранить изобретение Тома Рока для собственной страны. Однако в скором времени изобретателя похищает богатый вельможа граф д’Артигас, прибывший в Америку на шхуне «Эбба». Вместе с Роком также похищают Симона Харта, чтобы он ухаживал за изобретателем. Американские военные тщательно обыскивают все выходящие в море корабли, но безрезультатно — похищенных людей нигде нет.
Позже выясняется, что д’Артигас владеет не только шхуной, но и подводной лодкой, где были спрятаны люди. После нескольких дней плавания изобретателя и инженера привозят на глухой островок Бэк-Кап, входящий в группу Бермудских островов. В центре острова есть большая пещера, доступная только из-под воды. Там находится стоянка подводной лодки графа. Сам же граф д’Артигас оказывается Кером Каррадже, главарём малайских пиратов, которые хотят выманить у Тома Рока его изобретение, чтобы с его помощью стать неуязвимыми для любых вооружённых сил. Несмотря на происхождение и «профессию», Кер Каррадже — образованный человек, прекрасно понимающий, что миром управляют высокие технологии. Кроме того, он окружил себя не менее образованными людьми: переговоры с Роком ведет греческий инженер Серке, сообщник Кера Каррадже. Он подкупает француза награбленными сокровищами, и Рок, получив в руки живое золото, приступает к изготовлению своего изобретения. Уговоры Симона Харта ни к чему не приводят: Тома Рок по-прежнему помешан и считает пиратов своими друзьями.
Симону Харту удаётся сообщить миру о грозящей опасности, отправив ночью в море бочонок с запиской. К острову незаметно приплывает английская военная подводная лодка «Суорд» под командованием лейтенанта Дэвона. Они подбирают Симона Харта, захватывают Тома Рока и пытаются незаметно ускользнуть, но подлодка пиратов, превосходящая «Суорд» в мощности, замечает их и топит, тараня своим тяжёлым корпусом. Пираты спасают только Рока и Харта. Экипаж подводной лодки погибает.
Однако человечество получило предупреждение: к Бэк-Капу подходят пять военных кораблей, чтобы подвергнуть остров бомбардировке и высадить десант. Но Тома Рок приводит своё оружие в действие, выпуская три ракетных снаряда. Все видят страшное действие оружия: снаряды, не попав в головной германский крейсер, взрываются на расстоянии от него, но всё равно разносят бронированный корабль вдребезги. Наблюдающий за морем Симон Харт понимает, что все обещания Тома Рока были правдой и у эскадры нет ни единого шанса на спасение. Миром будут править малайские пираты.
Тем не менее крейсеры не отступают. Вперёд выходит французский корабль, над ним поднимается трёхцветный флаг, и военный оркестр на судне начинает исполнять французский гимн. Пираты требуют от Рока открыть огонь по кораблю. Харт не сомневается, что французский корабль сейчас будет потоплен французом.
Однако Тома Рок вдруг отшатывается, увидев флаг своей родины. Любовь к Франции перевешивает всё, и изобретатель приходит в себя, понимая, ЧТО он собирался сделать. Вступив в борьбу с пиратами, он растаптывает каблуком стеклянную пробирку с катализатором, приводящим ракеты в действие. Теперь преступники не могут открыть огонь. Французский крейсер выходит из зоны поражения, начинает обстреливать остров из тяжёлых орудий, и пираты в панике бегут обратно в пещеру.
Через несколько минут команда крейсера наблюдает чудовищный взрыв, едва не опрокинувший их корабль. Остров практически полностью уничтожен, за исключением мыса, уходящего далеко в море. Именно там команда крейсера находит единственного выжившего — инженера Симона Харта. Рядом с тяжело раненным Хартом лежит дневник, который француз вёл до последнего момента. Команда читает дневник, а потом пришедший в сознание Харт рассказывает недостающие детали.
А детали таковы: потрясенный своим предательством Тома Рок, осознав, кому он пытался служить, искупил свою вину, взорвав один из складов своей взрывчатки и уничтожив пиратскую базу. Учёный не оставил записей, и секрет его ракеты теперь никому не доступен.

## История создания

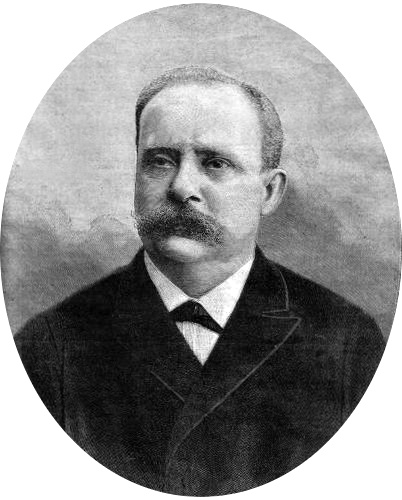
Прототип главного героя романа «Флаг родины» — Франсуа Эжен Турпен

Источником образа Тома Рока для Жюля Верна послужил французский химик Франсуа Эжен Турпен, который в 1885 году разработал и запатентовал использование прессованных и литых зарядов пикриновой кислоты для снаряжения артиллерийских снарядов. Два года спустя правительство Франции приняло к использованию разработку Турпена, и состав пикриновой кислоты с добавлением нитроцеллюлозы (ружейного хлопка) получил ставшее широко известным название мелинит. Однако в выдаче патента на состав с применением пикриновой кислоты Турпену было отказано с указанием, что её взрывчатые свойства стали известны ранее.
В 1897 году Турпен подал судебный иск с обвинением Жюля Верна в том, что тот в своём романе «Флаг родины» в образе Томаса Рока использовал его и его изобретение мелинит. Защитником Жюля Верна был Раймон Пуанкаре, писатель был оправдан, поскольку суд так и не увидел доказательств обвинений. Тем не менее в личной переписке писателя с его братом Полем есть достаточно подробные рассуждения о Турпене как прообразе Тома Рока.
Романы «Флаг родины» и «Пятьсот миллионов бегумы» очень похожи между собой. В обоих произведениях изобретатель-одиночка пытается завоевать мир с помощью своего сокрушительного оружия, но в конце концов это самое оружие уничтожает своего творца. То же самое можно увидеть в романе «Властелин мира», где гениальный инженер Робур в итоге становится злодеем (см. также роман «Робур-Завоеватель»).

## Техника во «Флаге родины»

### Подводные лодки
В романе действуют две подводные лодки. Одна из них — подводный буксир (как её называет Симон Харт), который при помощи троса тянет за собой шхуну пиратов «Эбба». Второй субмариной является английская военная подводная лодка — «Суорд», которой командует лейтенант Дэвон. «Суорд» состоял из двух отсеков: переднего (командной рубки) и заднего, в котором находился двигатель.
В боевом отношении подводный буксир существенно превосходит «Суорд». Во время поединка субмарин во внутренних водах острова Бэк-Кап он топит маленькую по размерам подлодку, и с ней погибают Дэвон и его матросы. В качестве оружия буксир использует подводный таран.

### Корабли
Главным кораблём во «Флаге родины» является шхуна «Эбба». Это быстроходное судно, на котором путешествовал по свету граф д’Артигас, он же Кер Каррадже. «Эбба» взлетает на воздух, когда взрывается остров.
Также в конце романа появляются пять крейсеров разных наций. Первым атакует пиратскую базу немецкий крейсер «водоизмещением не более двух с половиной тысяч тонн», но гибнет от оружия Тома Рока, затем тех же размеров французский крейсер, моряки которого смело идут вперед, подняв национальный флаг и играя французский гимн.

### «Фульгуратор Рок»
Смертоносное оружие Тома Рока представляет собой неуправляемую ракету, снаряжённую невероятно мощным взрывчатым веществом: ударная волна от его взрыва разрушает всё в радиусе нескольких сотен метров. Однако взрыв невозможен без жидкого катализатора, небольшое количество которого нужно залить в снаряд; через некоторое время после начала реакции снаряд запускается в воздух, причём прямое попадание ему не требуется. Для конца XIX века это было довольно мощное оружие, поэтому все державы хотят завладеть им, однако Рок запрашивает столь высокую цену за ещё не изготовленное и не испытанное оружие, что никто не рискует его купить, поверив изобретателю на слово.

## Экранизация
По роману был снят фильм «Тайна острова Бэк-Кап» режиссёра Карела Земана в 1958 году. Сюжет кинокартины отличается от сюжета книги выдержанностью в более приключенческом и романтизированном ключе, добавлены новые герои. Хотя сам фульгуратор имеет явное сходство с атомной бомбой, в целом фильм выдержан в ироничной интонации. Премьера состоялась в Бельгии. Фильм предназначен для просмотра детьми.